# Sante Bentivoglio
Sante Bentivoglio (Poppi, 1424 – Bologna, 1º ottobre 1463) era figlio naturale di Ercole, cugino di Annibale I Bentivoglio. Governò su Bologna dal 1445 al 1463.

## Biografia
Nacque a Poppi, nel Casentino, dalla moglie di Agnolo da Cascese e venne allevato a Firenze presso la corte di Cosimo de' Medici. Quando Francesco Guidi, conte di Poppi, fu spodestato dai fiorentini, si recò a Bologna portando con sé il giovane Sante, il quale venne riconosciuto come figlio naturale di Ercole, zio di Annibale I Bentivoglio.
Succedette ad Annibale I, ucciso in un'imboscata organizzata dalla famiglia rivale dei Canetoli (anche chiamata Canneschi), e venne nominato Gonfaloniere della Giustizia, titolo che equivaleva di fatto al governo della città. Fu inoltre nominato tutore del figlio di Annibale Giovanni.
Nel 1449 dovette sventare una congiura condotta dai Canetoli, dai Fantuzzi, dai Ghislieri e dai Pepoli, che, dopo essersi rinchiusi a Castelsampietro, tentarono l'assalto a Bologna stessa. Tuttavia la risposta di Sante fu pronta e implacabile e la rivolta fu soffocata nel sangue.
Dal 1460 iniziarono i lavori per la costruzione del suo Palazzo, commissionato a Pagno di Lapo Portigiani e terminato da Giovanni, figlio di Annibale. Il palazzo fu poi distrutto nel 1507 dopo la cacciata dei Bentivoglio dalla città.
Dal papa ottenne per Bologna autonomia di governo e creò un senato comunale composto dalla nobiltà bolognese e dai rappresentanti del papa.
In politica estera strinse alleanze con Venezia, gli Sforza e i Medici.
Morì di malattia nel 1463 e gli succedette Giovanni II, del quale era stato tutore. Sua moglie Ginevra si risposò sei mesi dopo con Giovanni ed ebbero sedici figli.

## Matrimonio e figli
Nel 1454 sposò il 19 maggio a Bologna nella chiesa di San Giacomo la quattordicenne Ginevra Sforza, figlia di Alessandro signore di Pesaro. La coppia ebbe due figli:
- Costanza (1458-1491), che nel 1473 sposò Antonio Maria Pico della Mirandola conte di Concordia;
- Ercole (1459-1507), condottiero, marito di Barbara Torelli.

Ebbe come amante Nicolosa Castellani, moglie di Nicolò Sanuti conte di Porretta.